# Пълнач
Пълнач е член на екипажа на танк, чието основно задължение е да зарежда танковото оръдие със снаряди.
В новите модели танкове функцията на пълнача често е съвместена с тази на други членове на танка, напр. на мерача и / или командира на танка.